# Extrakunia comstocki
Extrakunia comstocki är en fjärilsart som beskrevs av Augustus Radcliffe Grote 1874. Extrakunia comstocki ingår i släktet Extrakunia och familjen nattflyn. Inga underarter finns listade i Catalogue of Life.